# Ферндейл (Калифорния)
Ферндейл (англ. Ferndale) — город в округе Гумбольдт в штате Калифорния в Соединённых Штатах Америки.
Согласно результатам переписи населения США, проведённой в 2020 году, число жителей города составляло 1398 человек, что немного больше (+ 2.0%), чем было во время предыдущей переписи прошедшей в 2010 году (1371 человек).

## География

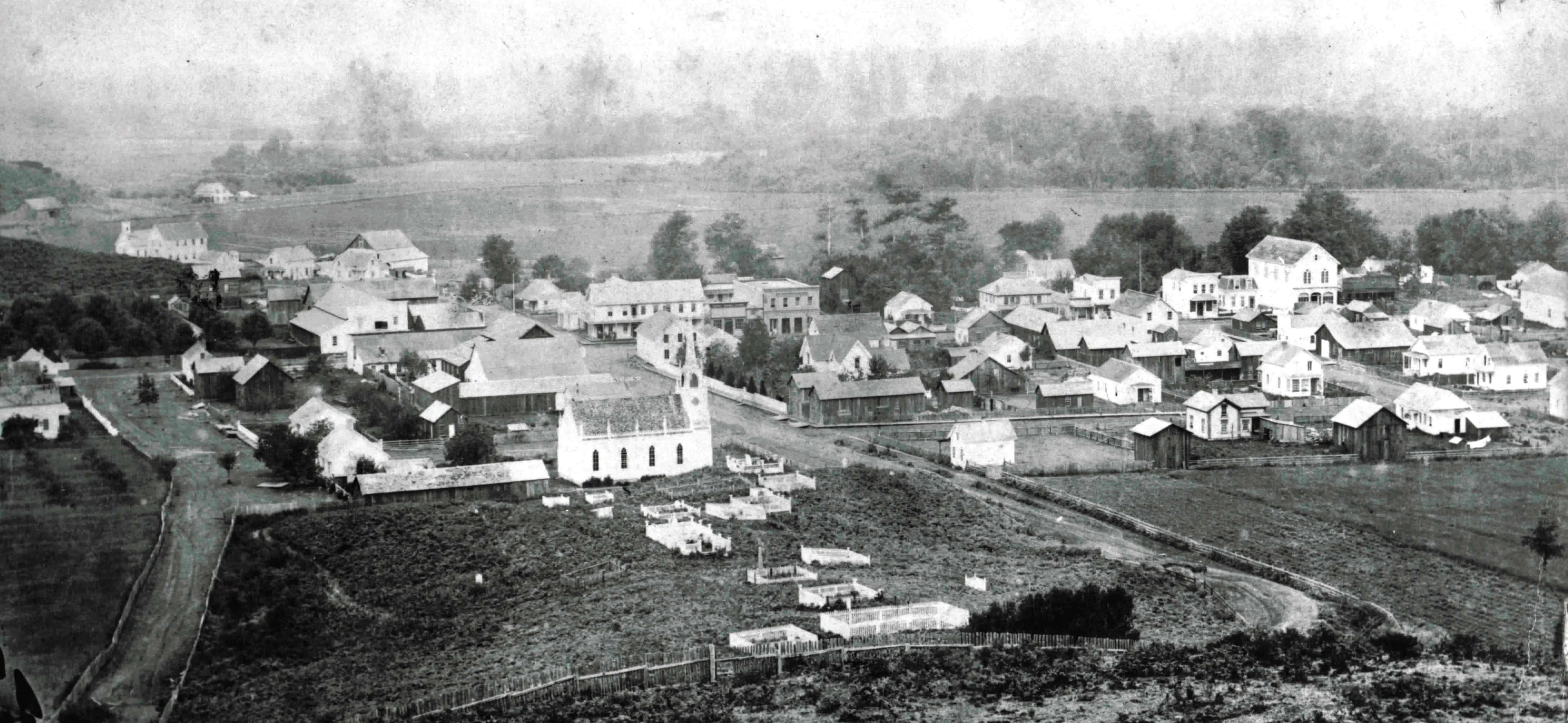
Ферндейл в 1880 году

Ферндейл расположен близко к устью реки Ил, впадающей в Тихий океан. Если считать длину пути вдоль дорог, то город находится в 265 милях (426 км) к северу от Сан-Франциско и в 12 милях (19 км) к югу от Юрики.
Согласно данным представленным Бюро переписи населения США, город имеет общую площадь 1,2 квадратных мили (3,1 км2) и вся эта территория приходится на сушу.

## Климат
По данным Национальной метеорологической службы США, метеостанция которой работала в городе с 1963 по 1973 год, в Ферндейле тёплый летний средиземноморский климат, сокращённо обозначаемый (по системе классификации климатов Кёппена) на климатических картах аббревиатурой «Csb».

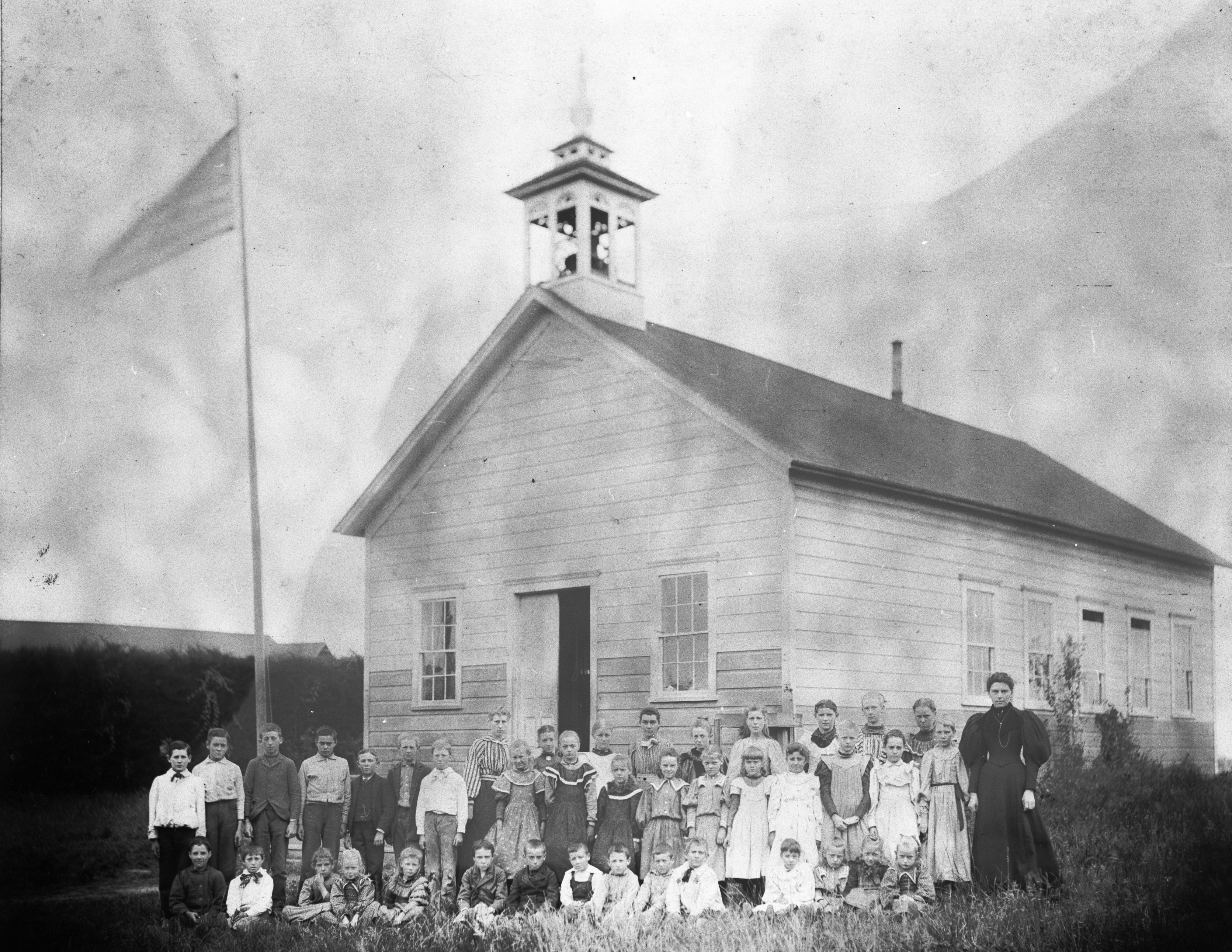
Школа в XIX веке

Климат Ферндейла смягчается близостью к Тихому океану и подветренной стороной холмов Уайлдкэт. Зимние температуры редко опускаются ниже нуля, а летние дни редко превышают 80 °F (27 °C). Ферндейл получает большую часть своих примерно 40 дюймов (1000 мм) осадков с ноября по май, с меньшим количеством в летние месяцы. Местный микроклимат разнообразен и благоприятен для тропических пальм и ситхинских елей, которых  много в парке Расс. Одну из елей, высотой более 150 футов (46 метров), горожане освещают и украшают каждый год на Рождество. Утренние туманы обычны круглый год.

## История

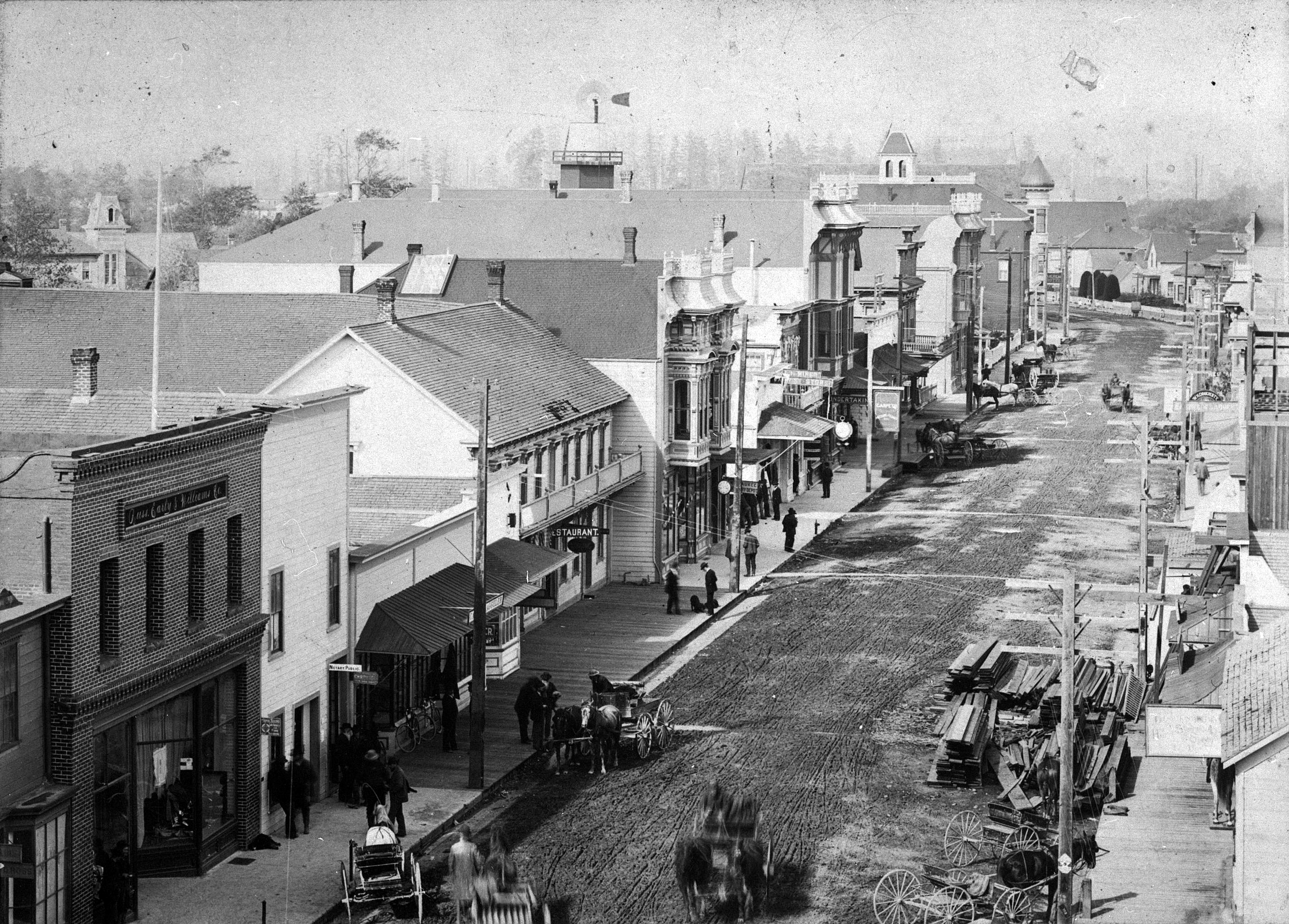
Мэйн-Стрит в 1896 году

В доколумбову эпоху на этих земля жили коренные американцы из индейского племени вийот. Место, где сейчас стоит современный Ферндейл, представляло собой поляну гигантских папоротников, достигавших более шести футов (около двух метров), окруженную ольхой, ивой, ситхинской елью, пихтой Дугласа, секвойей, болотистой землей и продуваемыми ветрами прериями. Индейцы ловили миног, лосося и осетров в рыболовные сети из листьев ириса, а также собирали моллюсков вдоль реки и в её устье, а также выращивали табак.
Поселение европейских колонистов было основано в 1852 году. В то время как первые поселенцы были англоговорящими из Великобритании, Новой Англии, Канады или Ирландии, следующие волны иммигрантов прибывали в Ферндейл из Дании, Швейцарии, Германии, Италии, Португалии и Китая.
28 августа 1893 года поселение было инкорпорировано и включено в реестр штата Калифорния, благодаря чему некорпоративное сообщество Ферндейл официально получило статус города («Сity of» / «Town of»).
В 1979 году открылся городской музей, где есть образовательные экспозиции по истории региона, документы, фотографии, а также генеалогические книги.